# 紫螯异掌溪蟹
紫螯异掌溪蟹（学名：Heterochelamon purpuromanalis）为溪蟹科异掌溪蟹属的动物。在中国大陆，分布于广西等地，常栖息于海拔500 米山区溪流石块下。